# شینتارو یودا

طراحی آنتن یاگی-یودا برای مخابرات در طول‌موج λ.

شینتارو یودا یا شینتارو اُدا  (宇田 新太郎, June 1, 1896 – August 18, 1976) مخترع ژاپنی و دستیار پروفسور هیدتسوگو یاگی در دانشگاه امپراتوری توهوکو بود، جایی که آنها با هم آنتن یاگی-یودا را در سال ۱۹۲۶ اختراع کردند.
در فوریه ۱۹۲۶، یاگی و اُدا اولین گزارش خود را در مورد آنتن فراتانده (به انگلیسی: projector) موج در یک نشریه ژاپنی منتشر کردند. یاگی برای ثبت اختراع بر روی آنتن جدید هم در ژاپن و هم در ایالات متحده درخواست داد. U.S. Patent ۱٬۸۶۰٬۱۲۳ («افزاره تولید موج الکتریکی جهتی متغیرپذیر») او در می ۱۹۳۲ صادرشد و به شرکت رادیویی آمریکا واگذارشد.